# Сович
Сович (на македонска литературна норма: Совиќ) е село в южната част на Северна Македония, община Новаци.

## География
Селото е разположено в северозападните склонове на планината Нидже, югоизточно от град Битоля, на границата между Северна Македония и Гърция.
Сович е село от сбит тип. Дели се на Горна и Долна махала.

## История
В XIX век Сович е чисто българско село в Леринска кааза на Османската империя. Йован Трифуноски смята, че днешното село е основано през първата половина на ХIX век. В 1848 година руският славист Виктор Григорович описва в „Очерк путешествия по Европейской Турции“ Совиче като българско село.
В „Етнография на вилаетите Адрианопол, Монастир и Салоника“, издадена в Константинопол в 1878 година и отразяваща статистиката на населението от 1873 година, Сович (Sovitch) е показано като село със 17 домакинства и 38 жители българи.
Според статистиката на Васил Кънчов („Македония. Етнография и статистика“) от 1900 година Совичъ има 300 жители, всички българи християни.
На Етнографската карта на Битолския вилает на Картографския институт в София от 1901 година Сович е чисто българско село в Леринската каза на Битолския санджак с 32 къщи.
След Илинденското въстание в началото на 1904 година цялото село минава под върховенството на Българската екзархия. По данни на секретаря на екзархията Димитър Мишев („La Macédoine et sa Population Chrétienne“) в 1905 година в Сович има 256 българи екзархисти.
След Междусъюзническата война Сович попада в Сърбия. Част от землището на селото, включващо местностите Страчка, Балаван дол, Гарван,Танеа нива, Топлици и други, остават на територията на Гърция.
По време на българското управление във Македония през Първата световна война Сович е част от Бачка община в Битолска селска околия и има 275 жители.
Според преброяването от 2002 година селото обезлюдено.

## Личности
Родени в Сович
- Лазар Делов (1876 - ?), български революционер, селски войвода на ВМОРО
- Стойче Рисавов, български революционер от ВМОРО

Починали в Сович
- Павел Ботев Кацаров, български военен деец, поручик, загинал през Първата световна война[11]

Свързани със Сович
- Христо Совичанов - Псалта, български възрожденец и революционер, по произход от Сович